# Železniška postaja Žalec
Železniška postaja Žalec je ena izmed železniških postaj v Sloveniji, ki oskrbuje bližnje naselje Žalec.